# Mertcan Gerhardt
Sinan Mertcan Gerhardt (* 31. Januar 2002) ist ein türkisch-deutscher Basketballspieler.

## Werdegang
Gerhardt spielte bei OGM Ormanspor in der türkischen Hauptstadt Ankara. Als Gastspieler verstärkte er zeitweilig Fenerbahçe Istanbul beim Jugendturnier der EuroLeague. In Ormanspors Herrenmannschaft wurde er während der Saison 2020/21 in sechs Begegnungen der höchsten türkischen Spielklasse, Süper Ligi, eingesetzt.
2021 wechselte Gerhardt zum deutschen Bundesligisten Basketball Löwen Braunschweig, erhielt für weitere Einsätze ein Zweitspielrecht für die SG Braunschweig (1. Regionalliga). Sein erstes Spiel in der Basketball-Bundesliga bestritt er Ende Dezember 2022.